# Ersan Saner
Hamza Ersan Saner (Famagusta, 1966) é um político cipriota, primeiro-ministro do Chipre do Norte desde 9 de dezembro de 2020.
O presidente Ersin Tatar recebeu a tarefa de estabelecer o governo em 7 de novembro de 2020, já que ele ocuparia temporariamente a presidência até o Congresso do Partido da Unidade Nacional. Após 14 dias de contatos com outros partidos políticos, ele não conseguiu formar um governo e voltou ao cargo em 21 de novembro de 2020. Depois que o líder do Partido Republicano Turco, Tufan Erhürman, a quem foi dada a tarefa de formar o governo, não pôde do governo, o presidente Ersin Tatar foi designado para formar o governo pela segunda vez em 7 de dezembro de 2020. Em 8 de dezembro de 2020, foi assinado o protocolo do Partido da Unidade Nacional - Partido Democrático e do Governo de Coalizão do Partido do Renascimento. Ele se tornou o primeiro-ministro do Norte de Chipre quando a lista de ministros foi aprovada pelo Presidente da República, Ersin Tatar, em 9 de dezembro de 2020.